# Brusiata
Brusiata (vitryska: Брусята) är ett vattendrag i Belarus.   Det ligger i voblasten Minsks voblast, i den centrala delen av landet, 90 km öster om huvudstaden Minsk.
I omgivningarna runt Brusiata växer i huvudsak blandskog. Runt Brusiata är det glesbefolkat, med 16 invånare per kvadratkilometer.